# العلاقات الجزائرية النيكاراغوية
العلاقات الجزائرية النيكاراغوية هي العلاقات الثنائية التي تجمع بين الجزائر ونيكاراغوا.

## مقارنة بين البلدين
هذه مقارنة عامة ومرجعية للدولتين:
| وجه المقارنة                                              | الجزائر                      | نيكاراغوا        |
| --------------------------------------------------------- | ---------------------------- | ---------------- |
| المساحة (كم2)                                             | 2.38 مليون                   | 130.38 ألف       |
| عدد السكان (نسمة)                                         | 38.81 مليون                  | 6.22 مليون       |
| الكثافة السكانية (ن./كم²)                                 | 16.31                        | 47.71            |
| العاصمة                                                   | الجزائر                      | ماناغوا          |
| اللغة الرسمية                                             | اللغة العربية، لغات أمازيغية | اللغة الإسبانية  |
| العملة                                                    | دينار جزائري                 | كوردبا نيكاراغوا |
| الناتج المحلي الإجمالي (بليون دولار)                      | 170.37 مليار                 | 13.81 مليار      |
| الناتج المحلي الإجمالي (تعادل القوة الشرائية) بليون دولار | 582.63 مليار                 | 31.63 مليار      |
| الناتج المحلي الإجمالي الاسمي للفرد دولار أمريكي          | 4.21 ألف                     | 2.09 ألف         |
| الناتج المحلي الإجمالي للفرد دولار أمريكي                 | 14.19 ألف                    | 4.92 ألف         |
| مؤشر التنمية البشرية                                      | 0.745                        | 0.631            |
| رمز المكالمات الدولي                                      | +213                         | +505             |
| رمز الإنترنت                                              | .dz                          | .ni              |
| المنطقة الزمنية                                           | ت ع م+01:00                  | 00               |

## منظمات دولية مشتركة
يشترك البلدان في عضوية مجموعة من المنظمات الدولية، منها:
| علم المنظمة | اسم المنظمة                               | تاريخ انضمام الجزائر | تاريخ انضمام نيكاراغوا |
| ----------- | ----------------------------------------- | -------------------- | ---------------------- |
|             | مؤسسة التنمية الدولية                     | 26 سبتمبر 1963       | 30 ديسمبر 1960         |
|             | يونسكو                                    | 15 أكتوبر 1962       | 22 فبراير 1952         |
|             | وكالة ضمان الاستثمار متعدد الأطراف        | 4 يونيو 1996         | 12 يونيو 1992          |
|             | الأمم المتحدة                             | 8 أكتوبر 1962        | 24 أكتوبر 1945         |
|             | الاتحاد البريدي العالمي                   | ?                    | ?                      |
|             | البنك الدولي للإنشاء والتعمير             | 26 سبتمبر 1963       | 14 مارس 1946           |
|             | الاتحاد الدولي للاتصالات                  | 3 مايو 1963          | 12 مايو 1926           |
|             | منظمة حظر الأسلحة الكيميائية              | ?                    | ?                      |
|             | مؤسسة التمويل الدولية                     | 23 سبتمبر 1990       | 20 يوليو 1956          |
|             | المركز الدولي لتسوية المنازعات الاستشارية | 22 مارس 1996         | 19 أبريل 1995          |
|             | منظمة التجارة العالمية                    | ?                    | ?                      |
|             | منظمة الشرطة الجنائية الدولية             | ?                    | ?                      |

## وصلات خارجية
- موقع وزارة الخارجية الجزائرية
- موقع وزارة الخارجية النيكاراغوية